# Tesfasellassie Medhin
Tesfasellassie Medhin (ur. 8 stycznia 1953 w Alitena) – etiopski biskup katolicki rytu aleksandryjskiego, ordynariusz eparchii adigrackiej Kościoła katolickiego obrządku etiopskiego od 2002 roku.

## Życiorys
Święcenia kapłańskie przyjął w dniu 4 kwietnia 1980 roku. Był m.in. profesorem w seminarium w Adigracie oraz sekretarzem miejscowej eparchii.
W dniu 16 listopada 2001 roku został mianowany przez papieża Jana Pawła II biskupem eparchii adigrackiej. Sakrę biskupią przyjął w dniu 20 stycznia 2002 roku.
W listopadzie 2021 r. Tesfaselassie Medhin potępił „ludobójczą wojnę” i skrytykował wspólny raport Etiopskiej Komisji Praw Człowieka (EHRC) i Wysokiego Komisarza Narodów Zjednoczonych ds. Praw Człowieka na temat sytuacji w regionie Tigraj.